# Ștefania Vătafu
Ştefania Iuliana Vătafu (* 12. Juli 1993 in Râmnicu Vâlcea) ist eine rumänische Fußballspielerin und A-Nationalspielerin.

## Karriere

### Vereine
Vătafu spielte das erste Mal im Seniorinnenbereich in der Saison 2007/08 für den in Cluj-Napoca ansässigen CFF Clujana in der Liga I, der unter diesem Namen seinerzeit höchsten Spielklasse im rumänischen Frauenfußball. Nach dem Saisonende 2009/10 und vier errungenen Titeln wechselte sie zum Ligakonkurrenten und Lokalrivalen FCU Olimpia Cluj, für den sie von 2010 bis 2013 in der Liga I, von 2013 bis 2017 in der Superliga und in der Saison 2017/18 erneut in der Liga I, Punktspiele bestritt – und ebenfalls mit ihm mehrere Titel gewann. 
Auf die Kanareninsel Teneriffa gelangt, spielte sie für die dort ansässige Unión Deportiva Granadilla Tenerife Sur in der Primera División, der höchsten Spielklasse im spanischen Frauenfußball und bestritt in der Saison 2017/18 zwölf Punktspiele.
Nach Belgien gelangt, gehört sie seit der Saison 2018/19 dem RSC Anderlecht in der Super League an. Zu ihrem Debüt in der höchsten Spielklasse kam sie erst zum Saisonstart am 24. August 2019 beim 4:1-Sieg im Auswärtsspiel gegen den FC Brügge und erzielte mit dem Treffer zum 3:1 in der 84. Minute sogleich ihr erstes von fünf Saisontoren in 16 Saisonspielen.

### Nationalmannschaft
Vătafu kam als Nationalspielerin für den FRF zunächst in der U17-Nationalmannschaft zum Einsatz. Sie debütierte am 21. Oktober 2008 bei der 0:7-Niederlage gegen die U17-Nationalmannschaft Wales’ im ersten Spiel der Gruppe 9 der ersten EM-Qualifikationsrunde für die vom 6. bis zum 18. Mai 2009 in Deutschland anstehende und altersbezogene Europameisterschaft 2009. Auch im zweiten Gruppenspiel am 23. Oktober 2008 erlebte sie eine 0:7-Niederlage, diesmal gegen die U17-Nationalmannschaft Spaniens. Im letzten Gruppenspiel am 26. Oktober 2008 erzielte sie beim 1:1-Unentschieden gegen die U17-Nationalmannschaft Kroatiens mit dem Treffer zum Endstand in der 63. Minute per Strafstoß ihr erstes Länderspieltor. Ein weiteres gelang ihr am 22. Oktober 2009 im ersten Spiel der Gruppe 5 bei der 1:3-Niederlage gegen die U17-Nationalmannschaft Belgiens mit dem Treffer zum 1:1 in der 45. Minute. Das zweite Gruppenspiel am 24. Oktober 2009 der ersten EM-Qualifikationsrunde wurde mit 0:3 gegen die U17-Nationalmannschaft Polens verloren, das dritte am 27. Oktober 2009 hingegen mit 1:0 gegen die U17-Nationalmannschaft Bulgariens gewonnen.
Für die U19-Nationalmannschaft bestritt in sie in vier Jahren 18 Länderspiele, in denen ihr fünf Tore gelangen. Vom 19. September 2009 bis zum 5. April 2012 war sie in den jeweiligen altersbezogenen EM-Qualifikationsspielen einbezogen. Ihr erstes endete mit einer 0:8-Niederlage gegen die U19-Nationalmannschaft der Niederlande, ihr letztes gegen denselben Gegner mit 1:1-Unentschieden. Mit der im vierten Anlauf erfolgreichen Qualifikation für die Europameisterschaft 2012, wurde sie in allen drei Spielen der Gruppe A eingesetzt. Mit zwei 0:1-Niederlagen gegen die U19-Nationalmannschaften Dänemarks und Portugals und dem 1:1-Unentschieden gegen die U19-Nationalmannschaft der Türkei belegte sie mit ihrer Mannschaft den letzten Platz, gleichbedeutend mit dem vorzeitigen Turnierende.
Seit dem Freundschaftsländerspiel gegen die Nationalmannschaft Belgiens im Jahr 2009 spielt sie regelmäßig für die A-Nationalmannschaft, für die sie bis zum 25. Februar 2025 125 Länderspiele bestritt und damit gegenwärtig Platz 6 der rumänischen A-Nationalspielerinnen und weltweit mit elf weiteren Spielerinnen Platz 231 im Hunderterclub belegt. Ihr 100. Länderspiel bestritt sie am 11. November 2022 in Ostrowiec Świętokrzyski bei der 0:6-Niederlage gegen die Nationalmannschaft Polens.
Zu ihren A-Länderspielen zählen bislang u. a. jeweils 28 WM- (4 Tore) und EM-Qualifikationsspiele (10 Tore), acht Spiele im Wettbewerb der Nations League, zwei Spiele im Vier-Nationen-Turnier (17. und 20. Januar 2019; 0:3 vs. Südkorea, 1:4 vs. Nigeria) sowie sechs Spiele im Turnier um den Algarve-Cup (2010 – 2/0 und 2011 – 4/1) und jeweils drei im Turnier Istrien-Cup 2015 und um den Zypern-Cup 2023, in denen ihr am 16. Februar im ersten Spiel beim 2:1-Sieg über die Nationalmannschaft Ungarns das Siegtor in der 50. Minute gelang.

## Erfolge
RSC Anderlecht
- Belgischer Meister 2019 – 2024
- Belgischer Pokal-Sieger 2022

FCU Olimpia Cluj
- Rumänischer Meister 2011 – 2018
- Rumänischer Pokal-Sieger 2011, 2012, 2013,[9] 2014, 2015, 2017[10]

FC Clujana Cluj
- Rumänischer Meister 2008, 2009
- Rumänischer Pokal-Sieger 2008

## Auszeichnungen
- Rumäniens Fußballerin des Jahres 2013, 2014[11]